# Estlands friluftsmuseum
Estlands friluftsmuseum (estniska: Eesti Vabaõhumuuseum) är en rekonstruerad 1700-talsby från Estlandkusten, med kyrka, värdshus, skola, kvarnar, brandstation och tillhörande kulturlandskap. Museet omfattar 79 hektar, och har tillsammans 72 olika byggnader. Museet ligger 8 km väster om centrala Tallinn i stadsdelen Rocca al Mare. Museet bildades 1957. Byggnaderna kommer från olika platser i Estland.

## Bilder

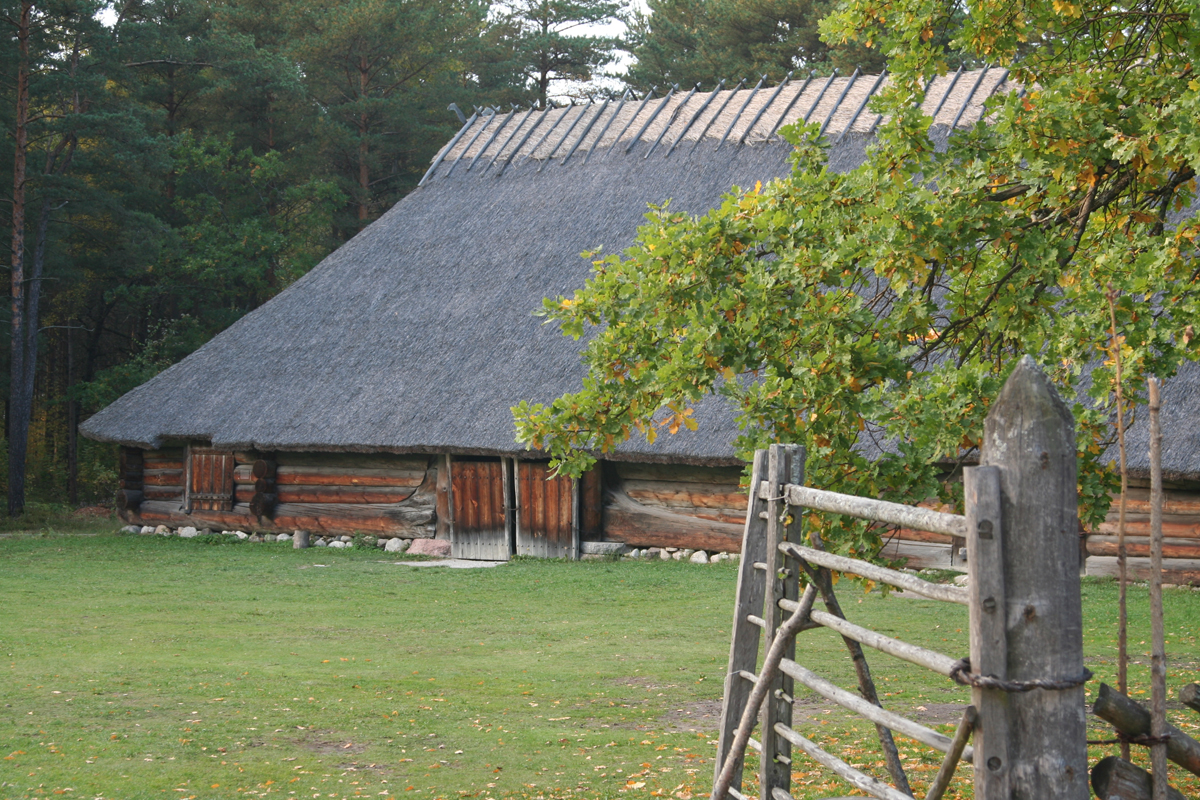
Museets äldsta gård: Sassi Jaani (18-19th. century)
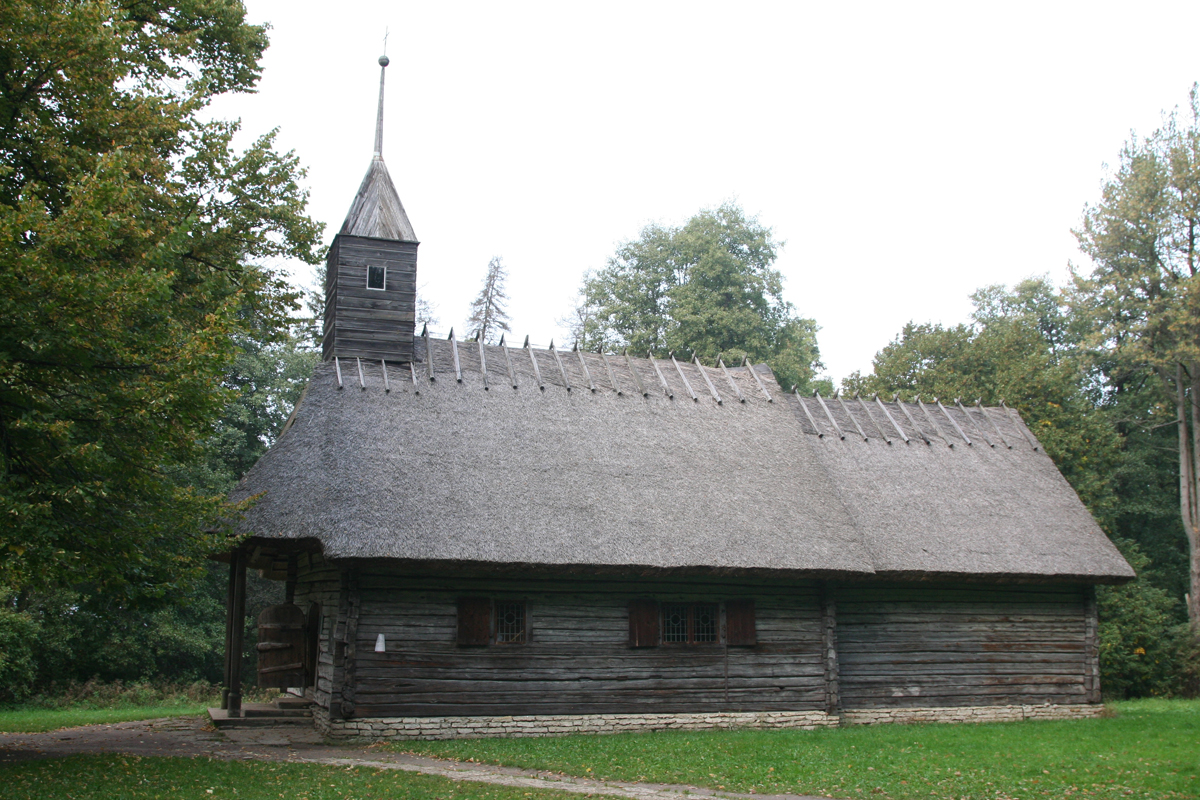
Kapell från Sutlepa, 18-hundratalet
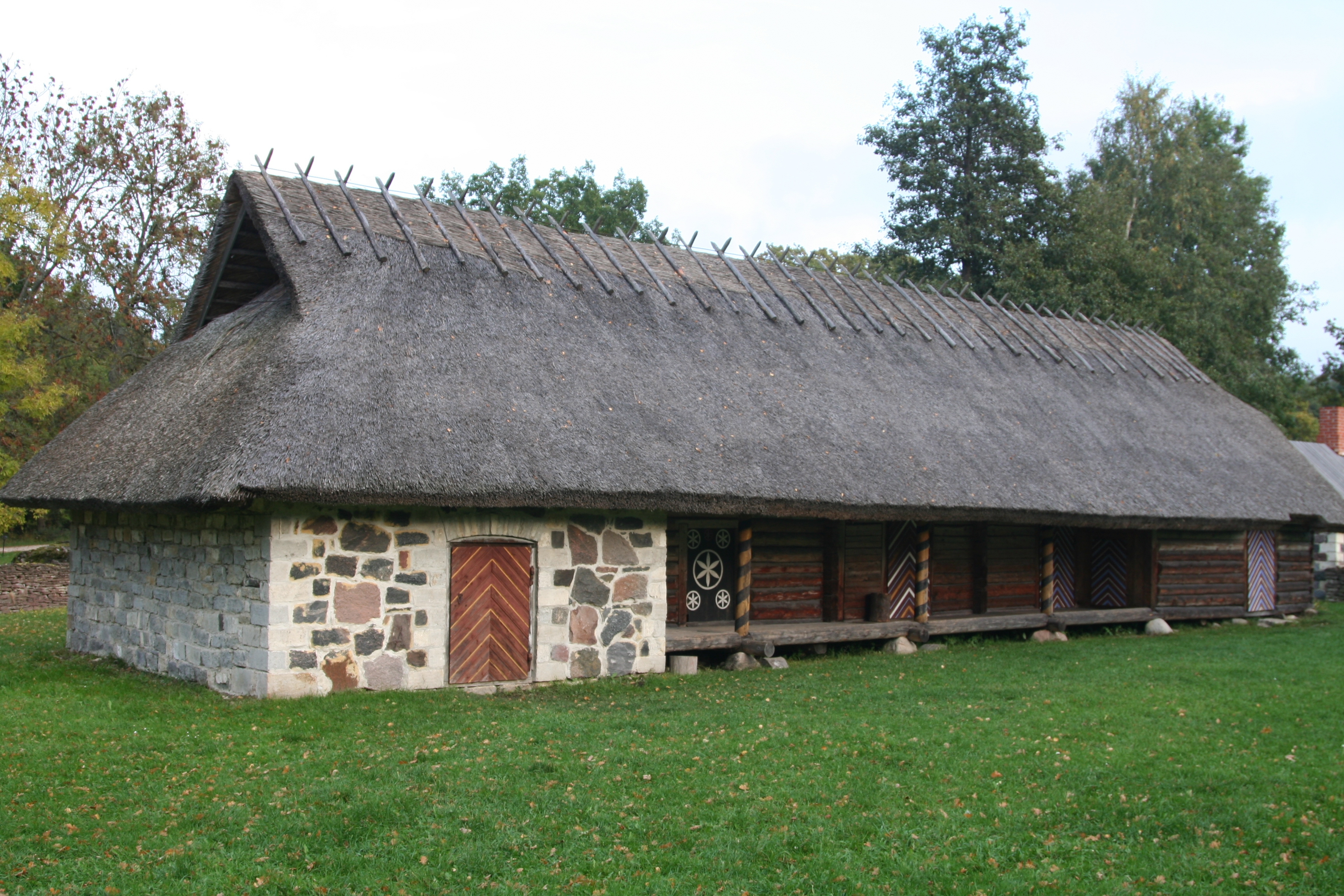
Jüri Jaagu gård, 18-hundratalet
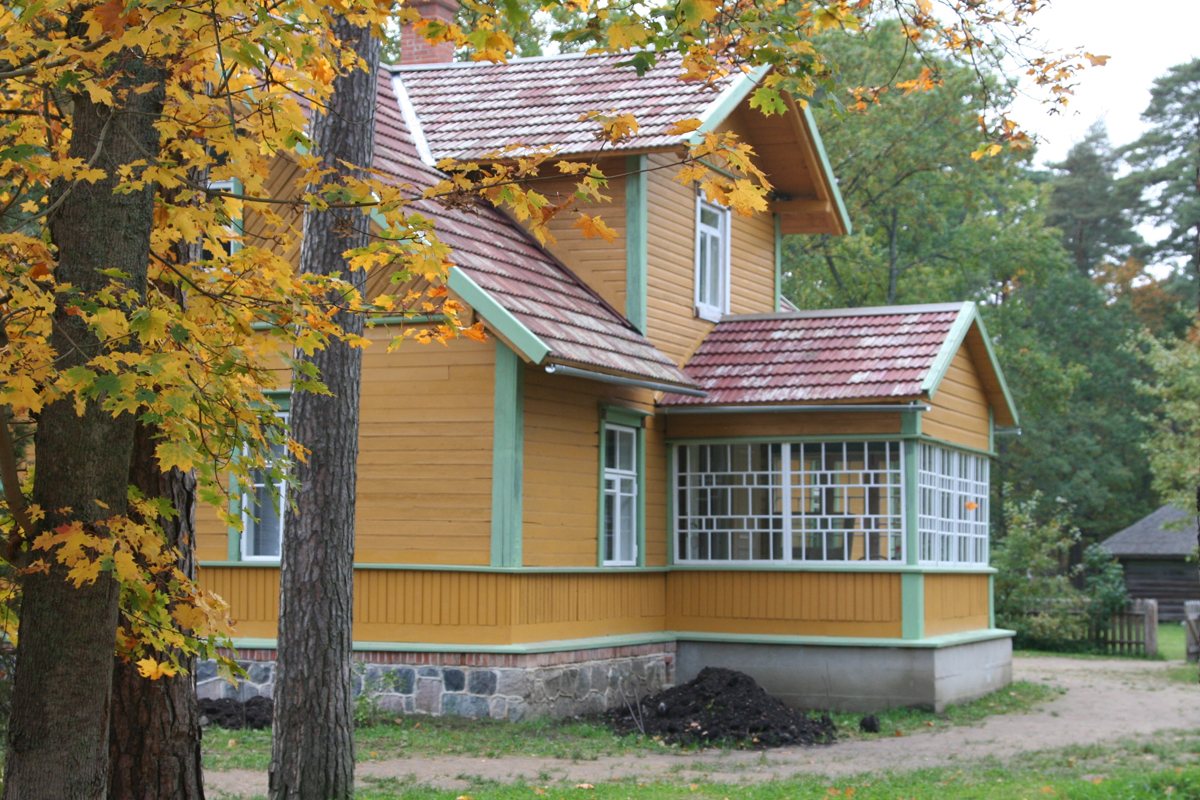
Kutsari Härjapea gård, 1930-talet
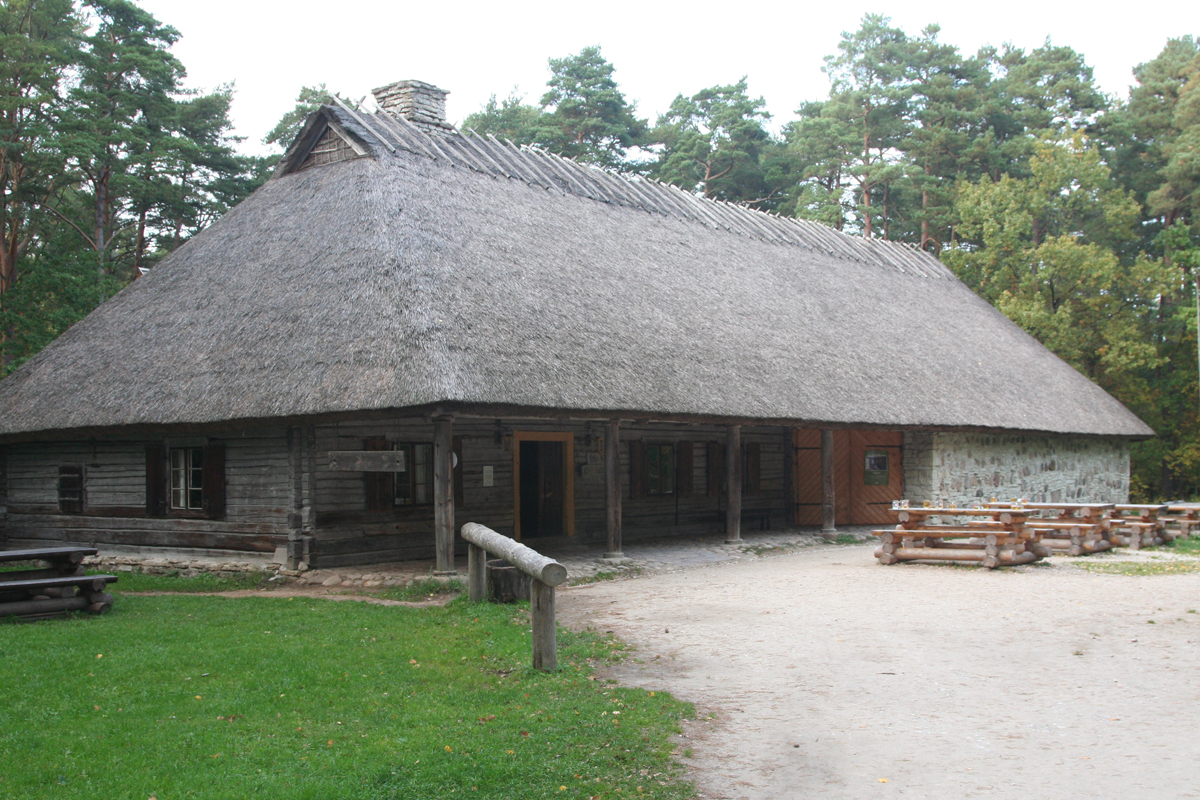
Värdshus från Kolu, 18-hundratalet
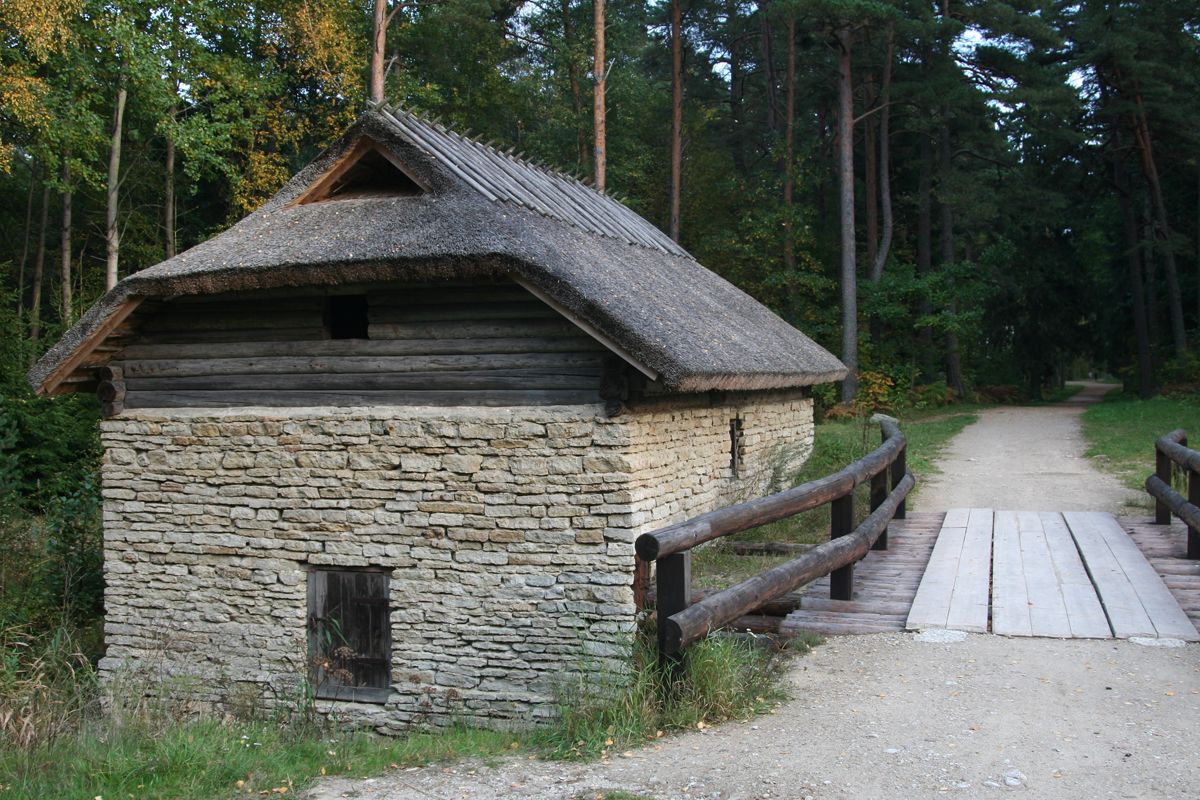
Kahala vattenkvarn, 18-hundratalet
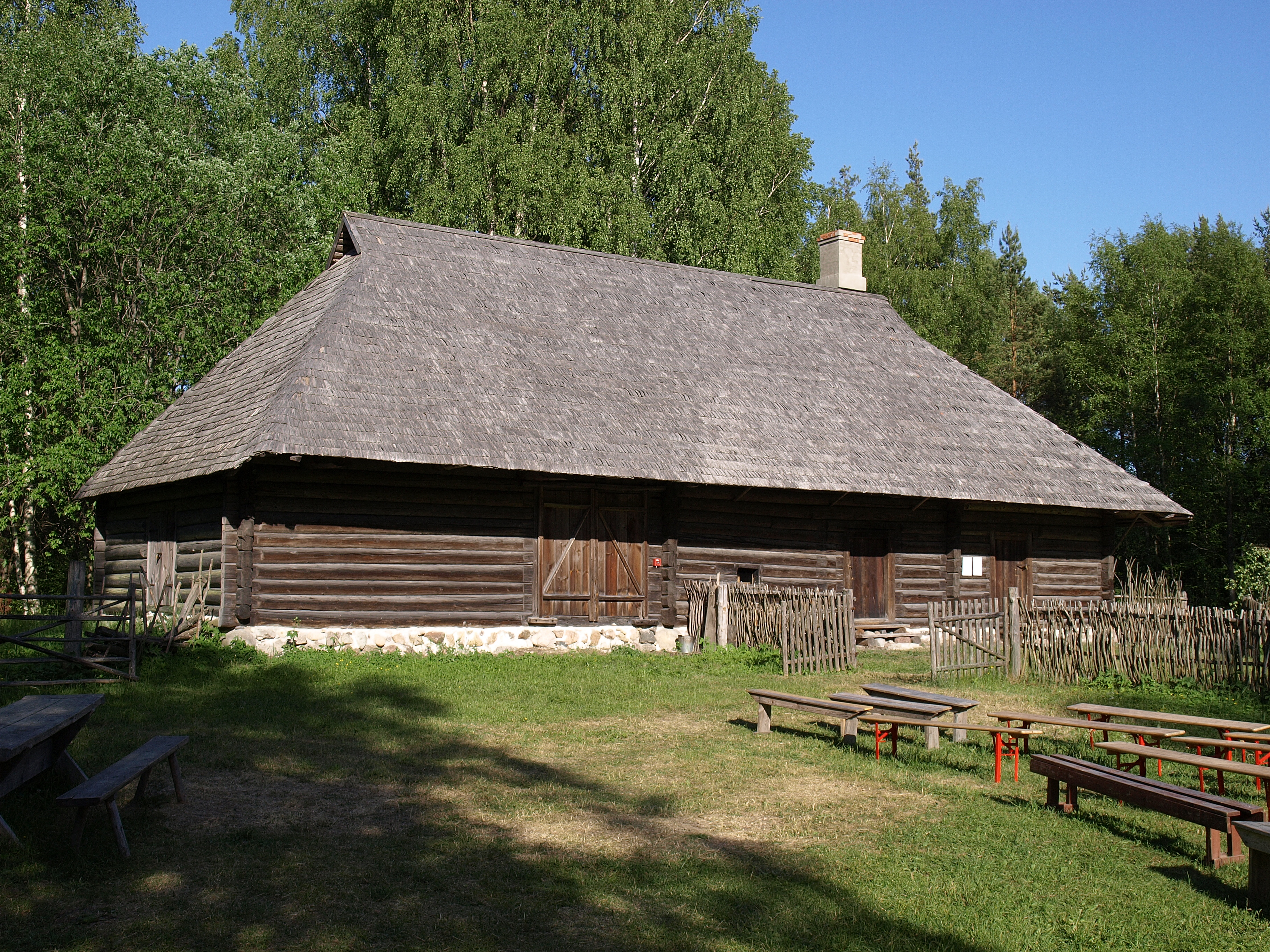
Gårdshus från 18-hundratalet
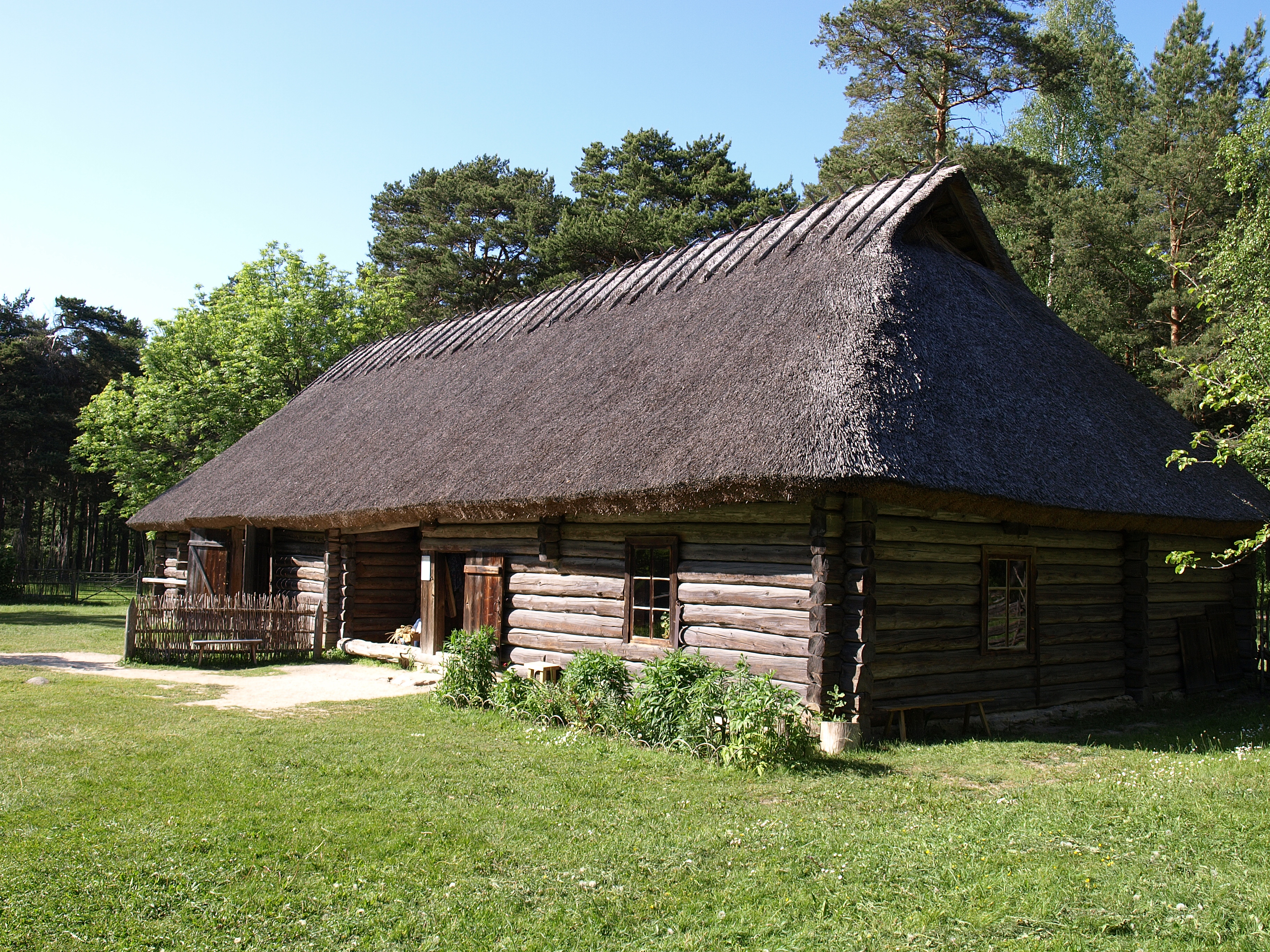
Gårdshus från 18-hundratalet
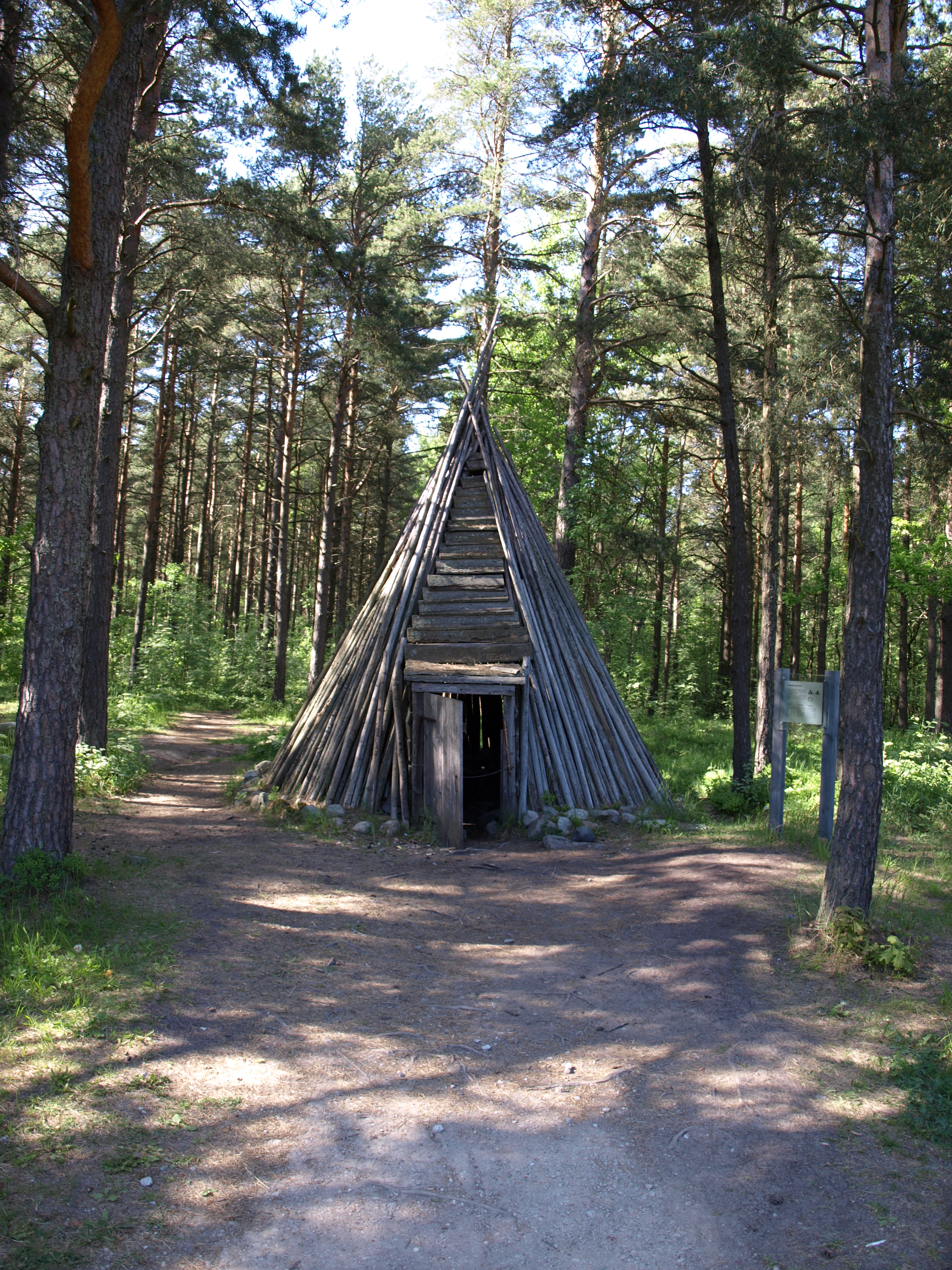
Sommarköket eller brygghus - om vintern föregick matlagnigen i gårdens våningshus.
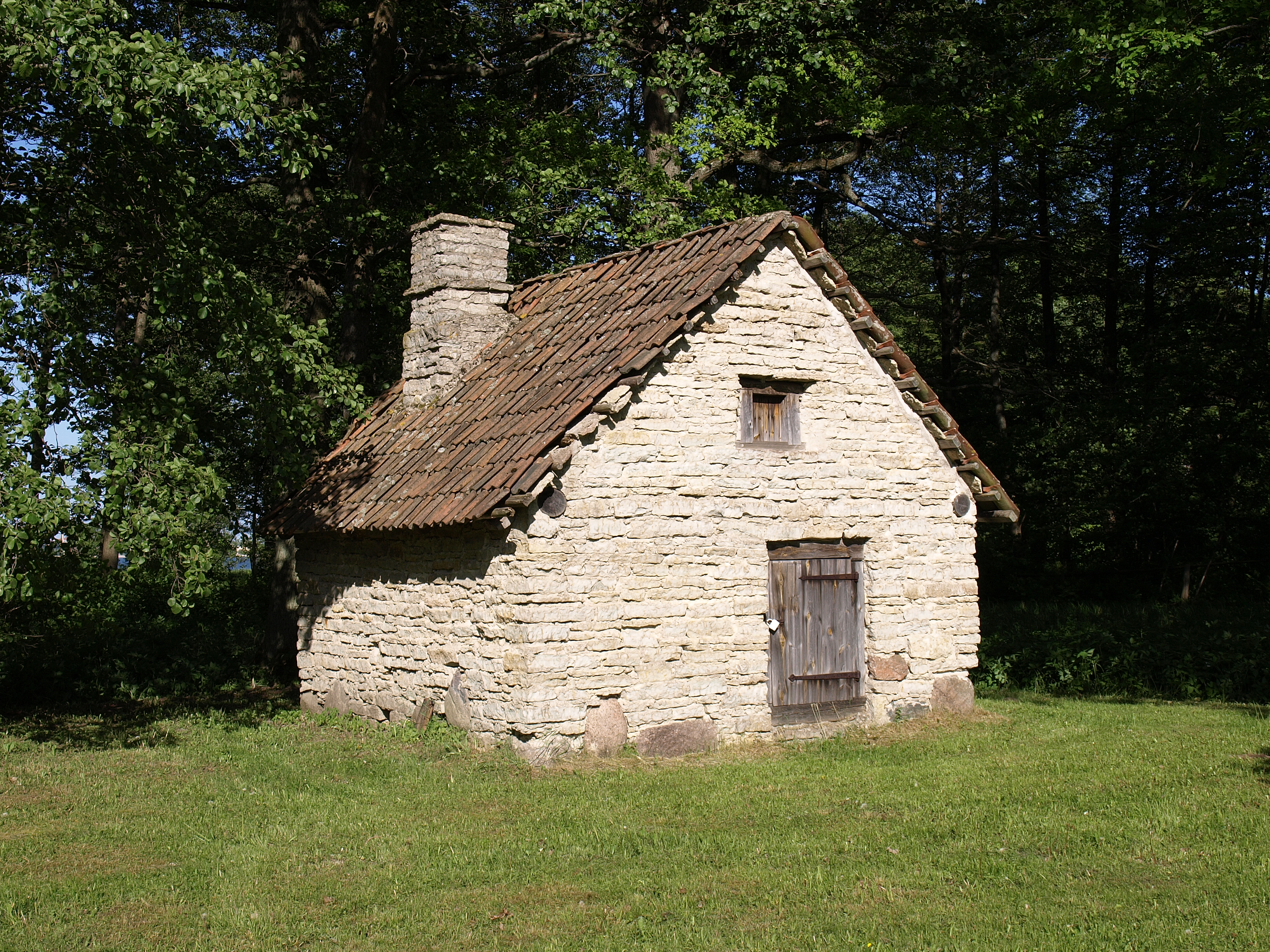
Badstugan eller bastun
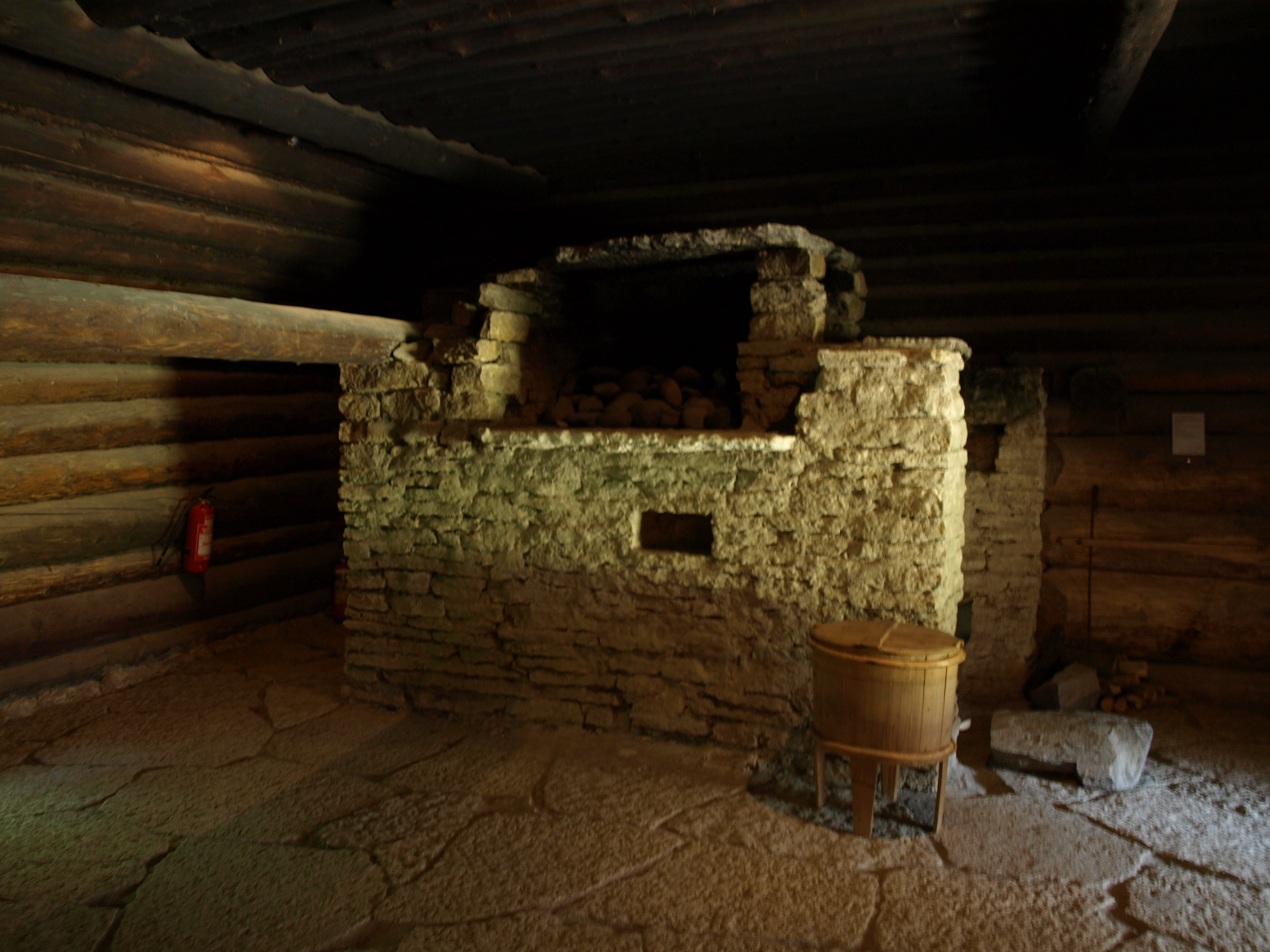
Torkhus - bl.a. till korntorkning.
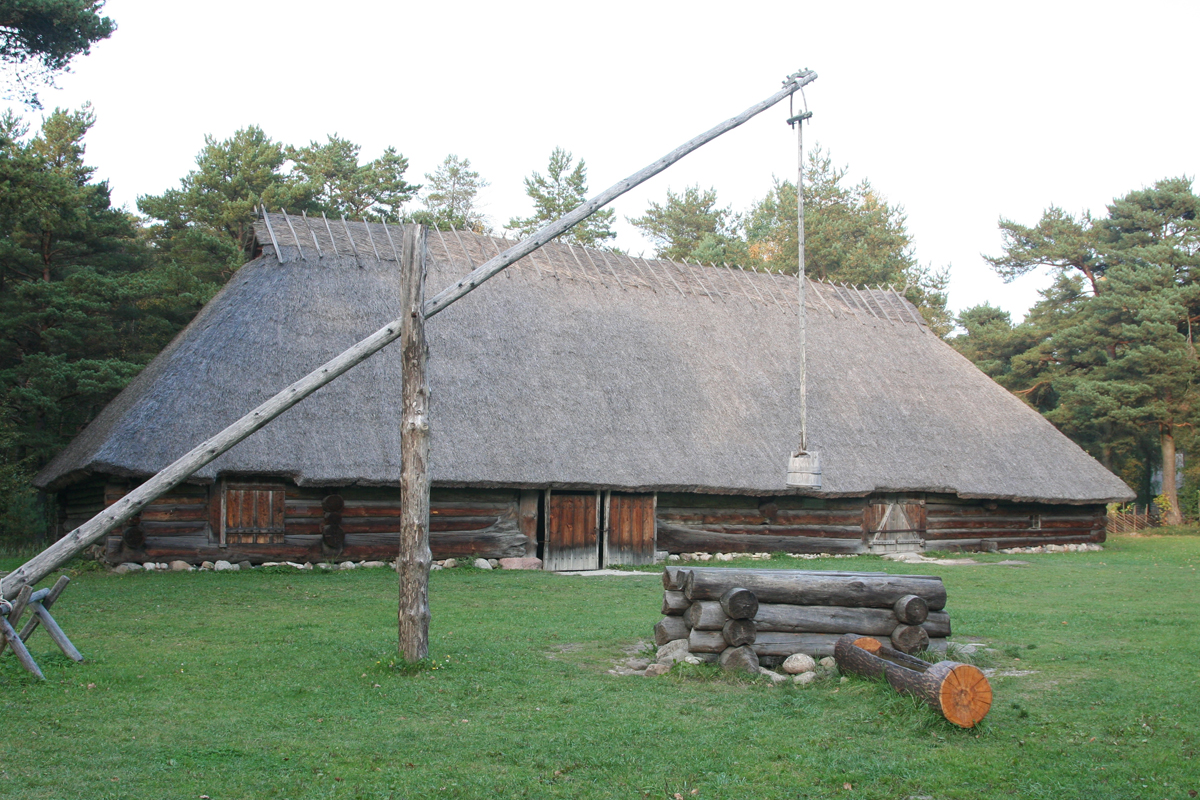
Sassi Jaani gård
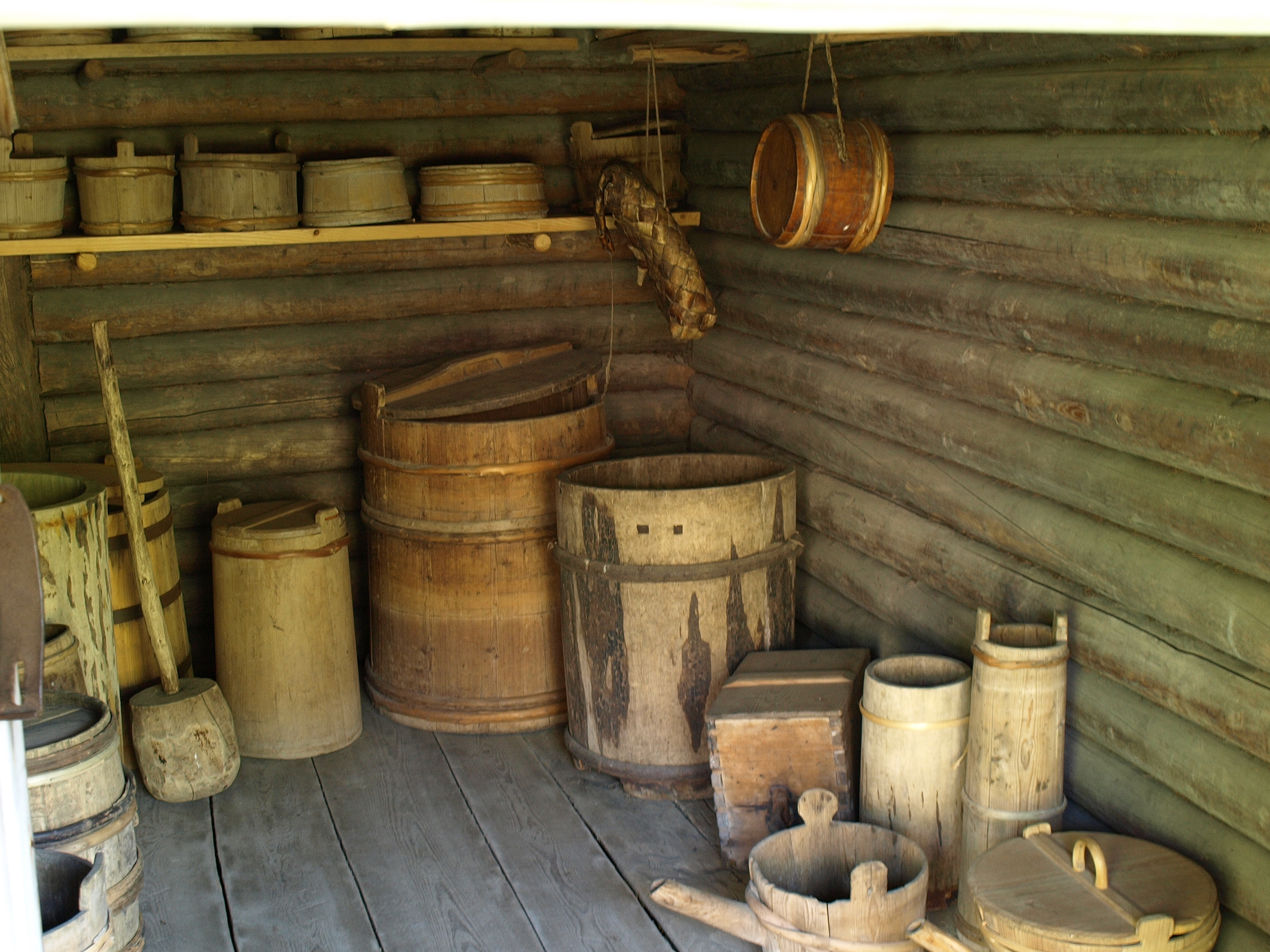
Härbreinteriör med kar till korn och mjöl.
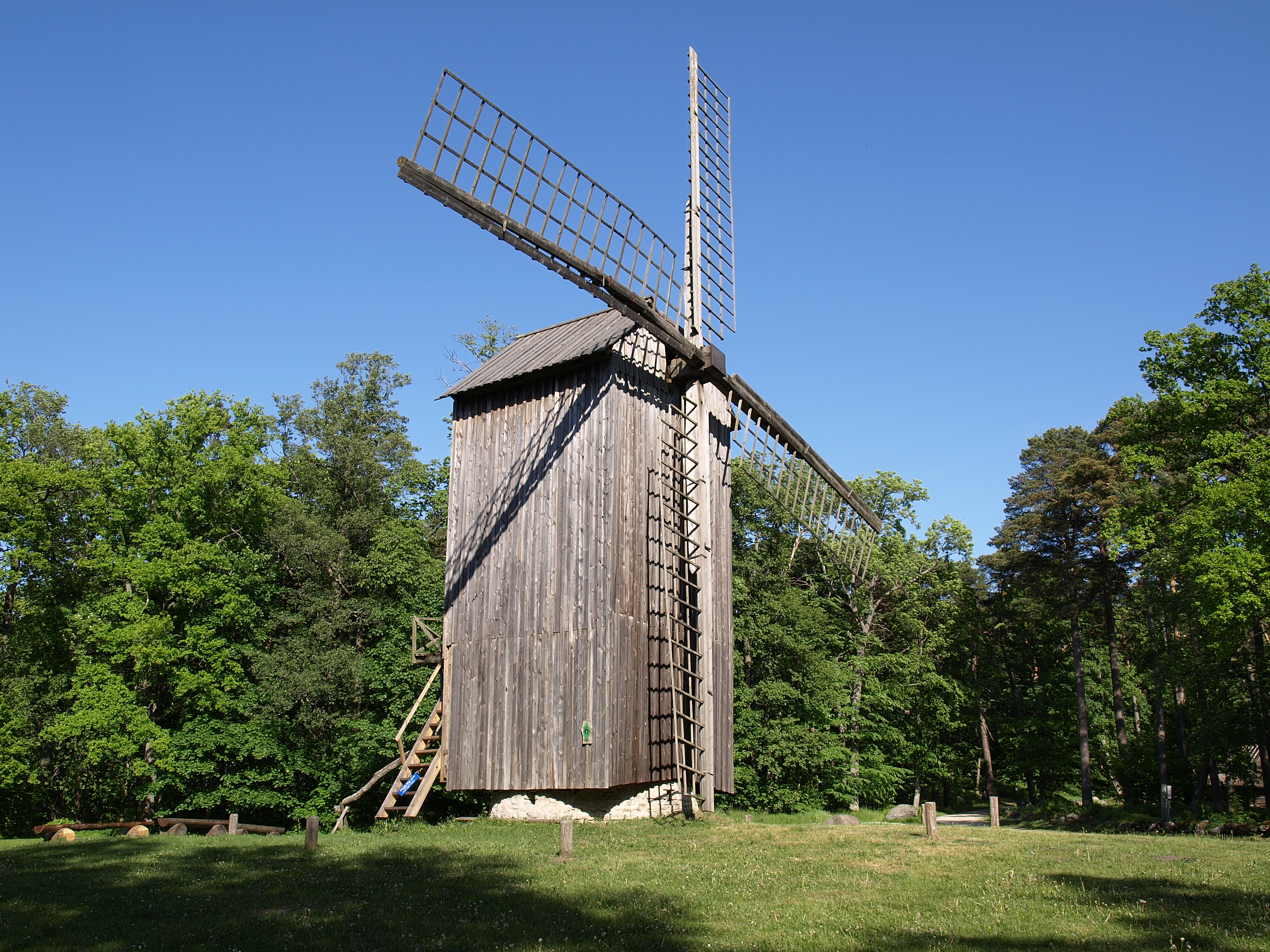
Ülendi väderkvarn för kornmalning.